# Улица Цвиллинга (Челябинск)
У́лица Цви́ллинга (до второй половины XVIII века включительно — Оренбу́ргская, до конца XIX века — Христорожде́ственская, до 1920 года — Больша́я) — одна из центральных улиц Челябинска, получила своё нынешнее название в честь участника революционного движения, деятеля РСДРП(б) на Южном Урале — С. М. Цвиллинга. На улице установлены памятник (в сквере возле кинотеатра имени А. С. Пушкина) и мемориальная табличка на доме (№ 20), где он жил (дом существует до настоящего времени). Улица Цвиллинга в 1932 году стала первой, где было открыто трамвайное движение в Челябинске. Построенный в 1937 году кинотеатр им. Пушкина стал первым многозальным кинотеатром в стране.

## Происхождение и исторические названия улицы

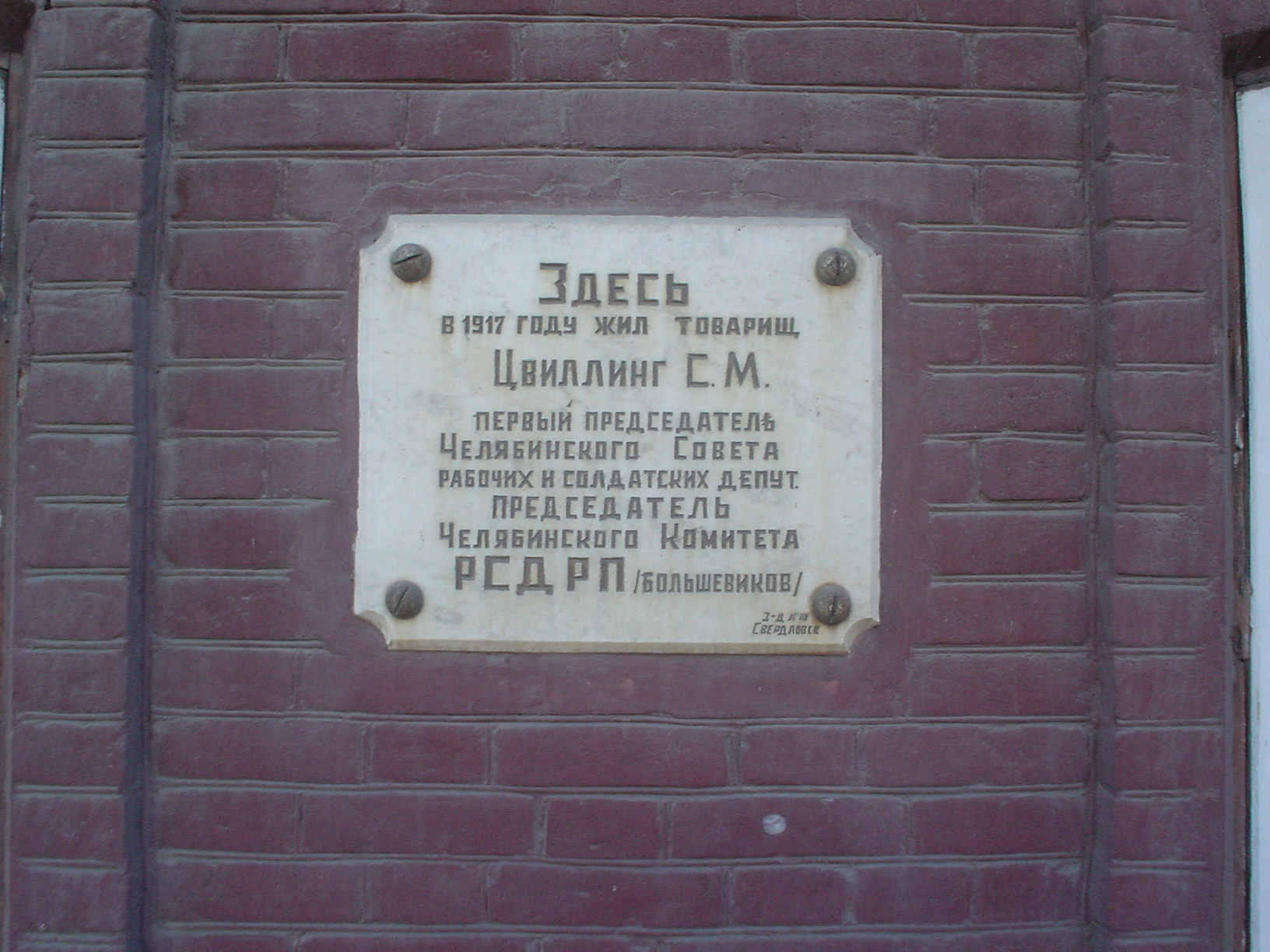
Мемориальная табличка

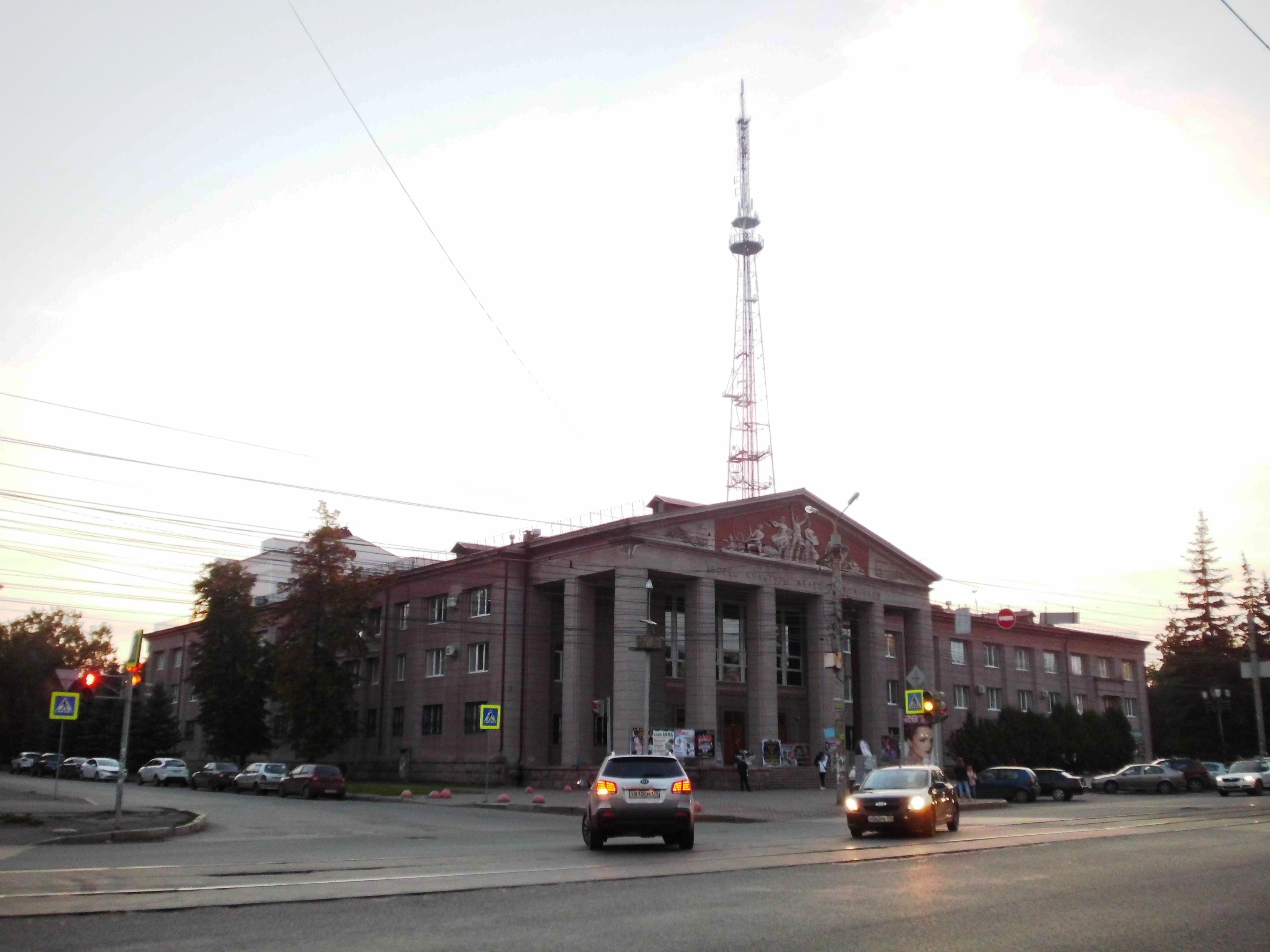
ДК железнодорожников

Как и все центральные улицы города, улица Цвиллинга имеет давнюю историю. Самая старая часть улицы первоначально носила название Оренбургской, по наименованию южных ворот челябинской крепости. В XVIII—XIX веках она являлась главной улицей города. Затем получила наименование Христорождественской по названию главного храма города — Христорождественского собора, построенного в 1748—1766 годах (находился в северо-восточной части площади Искусств, разрушен в 1932 году). С конца XIX века до 1920 года улица называлась Большой. В дореволюционном Челябинске это была одна из немногих улиц, мощёных булыжником; её южная часть, ведущая к вокзалу, носила название Шоссейной. Своё важное транспортное значение улица сохранила и поныне.
1 мая 1920 года исполком городского Совета переименовал ряд центральных улиц и площадей города «в честь павших героев Гражданских войны, борцов за свободу и новых революционных символов», в результате этого часть бывшей улицы Большой, что южнее площади Революции, была объединена с нынешней Кирова и вместе стала носить название Рабоче-Крестьянской, а появившаяся тогда же на карте города улица Цвиллинга была заметно короче, и шла только от набережной реки Миасс до площади.

## Расположение

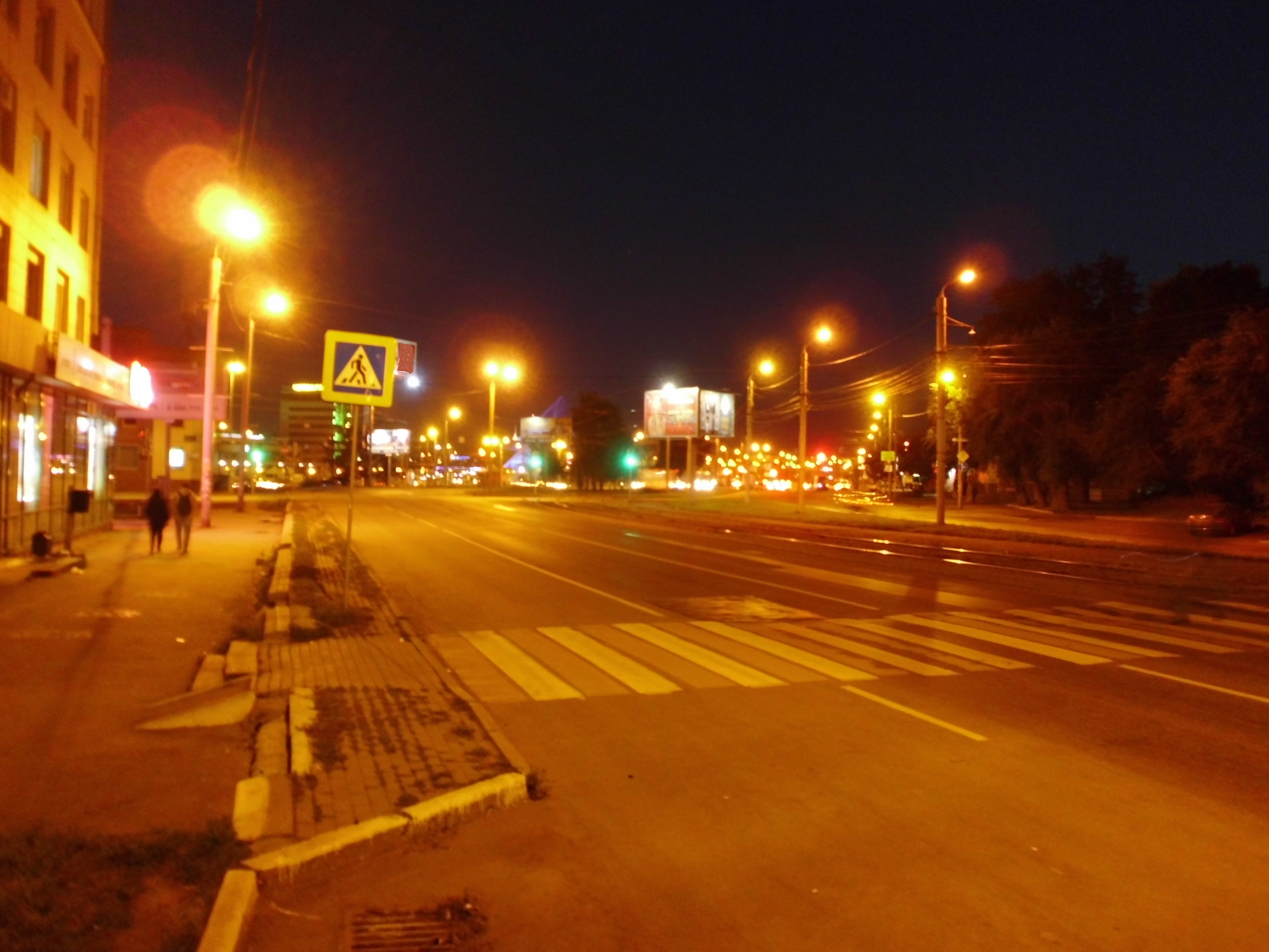
Окончание улицы Цвиллинга и переход на ул. С. Разина

Улица идёт с севера на юг, начинается от набережной реки Миасс, на перекрестке с улицей Труда и выходит к Привокзальной площади железнодорожного вокзала. На Привокзальной площади переходит в улицу Степана Разина, которая выходит на крупнейшую транспортную развязку города — путепровод над станцией Челябинск-Главный между Советским и Ленинским районами Челябинска.

## Роль в инфраструктуре города
На улице находится большое число значимых учреждений культуры, образовательных учреждений и административных зданий Челябинска — Администрация Челябинской области, Дворец культуры железнодорожников Южно-Уральской железной дороги, региональное отделение Союза Художников России, корпуса Челябинского института путей сообщения, Челябинский железнодорожный музей, Часовой завод «Молния» (бо́льшую часть площадей занимает ТК «Куба»), Камерный театр, городской парк отдыха имени А. С. Пушкина, выставочные залы, библиотеки, кинотеатры, банки, ювелирные салоны, кафе и рестораны. На улице Цвиллинга находятся Объект культурного наследия России Российской Федерации: Дом П. В. Круглова, здание военного комиссариата Челябинской области, здание Челябинской биржи и др.

## Транспорт

Между ул. Тимирязева и пр. Ленина, 1970-е годы

Улица имеет большое значение в транспортной сети города, поскольку является кратчайшим путём от центра города к железнодорожному вокзалу и выезду на многоуровневую развязку у Привокзальной площади. На всём протяжении (2,8 км) улица имеет не менее 2 полос для движения в каждую сторону, по всей длине по оси улицы проходят двухсторонние трамвайные пути. Несмотря на высокое транспортное значение улицы, один из важнейших её участков от площади Революции до улицы Тимирязева был открыт для двустороннего движения только в 2006 году, ранее там находились липовая аллея и трамвайная остановка. Открытие сквозного движения от площади Революции в сторону вокзала позволило несколько компенсировать закрытие для транспорта в 2004 году расположенной параллельно улице Кирова.
По всей длине улицы Цвиллинга курсирует общественный транспорт: трамвай, маршрутное такси, на участке от улицы Труда до проспекта Ленина — автобус.